# Grand Prix moto d'Italie 2024
Le Grand Prix moto d'Italie 2024 est la septième manche du championnat du monde de vitesse moto 2024.
Cette 75e édition du Grand Prix moto d'Italie s'est déroulée du 31 mai au 2 juin sur le Circuit du Mugello à proximité de Florence.

## Classements MotoGP

### Course sprint
| Pos.                                                                      | No. | Pilote                | Equipe                            | Constructeur | Tours | Temps/Ecarts    | Grille | Points |
| ------------------------------------------------------------------------- | --- | --------------------- | --------------------------------- | ------------ | ----- | --------------- | ------ | ------ |
| 1                                                                         | 1   | Francesco Bagnaia     | Ducati Lenovo Team                | Ducati       | 11    | 19 min 30 s 251 | 2      | 12     |
| 2                                                                         | 93  | Marc Márquez          | Gresini Racing MotoGP             | Ducati       | 11    | +1 s 469        | 4      | 9      |
| 3                                                                         | 31  | Pedro Acosta          | Red Bull GasGas Tech3             | KTM          | 11    | +4 s 147        | 7      | 7      |
| 4                                                                         | 21  | Franco Morbidelli     | Prima Pramac Racing               | Ducati       | 11    | +5 s 421        | 6      | 6      |
| 5                                                                         | 12  | Maverick Viñales      | Aprilia Racing                    | Aprilia      | 11    | +7 s 693        | 3      | 5      |
| 6                                                                         | 33  | Brad Binder           | Red Bull KTM Factory Racing       | KTM          | 11    | +8 s 271        | 13     | 4      |
| 7                                                                         | 49  | Fabio Di Giannantonio | Pertamina Enduro VR46 Racing Team | Ducati       | 11    | +8 s 571        | 14     | 3      |
| 8                                                                         | 73  | Álex Márquez          | Gresini Racing MotoGP             | Ducati       | 11    | +8 s 846        | 8      | 2      |
| 9                                                                         | 41  | Aleix Espargaró       | Aprilia Racing                    | Aprilia      | 11    | +8 s 984        | 9      | 1      |
| 10                                                                        | 25  | Raúl Fernández        | Trackhouse Racing                 | Aprilia      | 11    | +10 s 085       | 12     |        |
| 11                                                                        | 72  | Marco Bezzecchi       | Pertamina Enduro VR46 Racing Team | Ducati       | 11    | +10 s 199       | 16     |        |
| 12                                                                        | 43  | Jack Miller           | Red Bull KTM Factory Racing       | KTM          | 11    | +13 s 988       | 19     |        |
| 13                                                                        | 42  | Álex Rins             | Monster Energy Yamaha MotoGP      | Yamaha       | 11    | +14 s 137       | 10     |        |
| 14                                                                        | 44  | Pol Espargaró         | Red Bull KTM Factory Racing       | KTM          | 11    | +18 s 259       | 21     |        |
| 15                                                                        | 5   | Johann Zarco          | Castrol Honda LCR                 | Honda        | 11    | +18 s 309       | 18     |        |
| 16                                                                        | 30  | Takaaki Nakagami      | Idemitsu Honda LCR                | Honda        | 11    | +19 s 374       | 23     |        |
| 17                                                                        | 37  | Augusto Fernández     | Red Bull GasGas Tech3             | KTM          | 11    | +23 s 060       | 20     |        |
| 18                                                                        | 32  | Lorenzo Savadori      | Aprilia Racing                    | Aprilia      | 11    | +24 s 596       | 22     |        |
| 19                                                                        | 10  | Luca Marini           | Repsol Honda Team                 | Honda        | 11    | +25 s 587       | 24     |        |
| Ab.                                                                       | 89  | Jorge Martín          | Prima Pramac Racing               | Ducati       | 7     | Chute           | 1      |        |
| Ab.                                                                       | 36  | Joan Mir              | Repsol Honda Team                 | Honda        | 4     | Abandon         | 17     |        |
| Ab.                                                                       | 23  | Enea Bastianini       | Ducati Lenovo Team                | Ducati       | 2     | Chute           | 5      |        |
| Ab.                                                                       | 20  | Fabio Quartararo      | Monster Energy Yamaha MotoGP      | Yamaha       | 1     | Chute           | 15     |        |
| Ab.                                                                       | 88  | Miguel Oliveira       | Trackhouse Racing                 | Aprilia      | 1     | Chute           | 11     |        |
| Meilleur tour du sprint : Marc Márquez (Ducati) – 1 min 45 s 198 (tour 2) |     |                       |                                   |              |       |                 |        |        |
| Rapport officiel                                                          |     |                       |                                   |              |       |                 |        |        |

### Course principale
| Pos.                                                                    | No. | Pilote                | Equipe                            | Constructeur | Tours | Temps/Ecarts       | Gille | Points |
| ----------------------------------------------------------------------- | --- | --------------------- | --------------------------------- | ------------ | ----- | ------------------ | ----- | ------ |
| 1                                                                       | 1   | Francesco Bagnaia     | Ducati Lenovo Team                | Ducati       | 23    | 40 min 51 s 85     | 5     | 25     |
| 2                                                                       | 23  | Enea Bastianini       | Ducati Lenovo Team                | Ducati       | 23    | +0 s 799           | 4     | 20     |
| 3                                                                       | 89  | Jorge Martín          | Prima Pramac Racing               | Ducati       | 23    | +0 s 924           | 1     | 16     |
| 4                                                                       | 93  | Marc Márquez          | Gresini Racing MotoGP             | Ducati       | 23    | +2 s 064           | 3     | 13     |
| 5                                                                       | 31  | Pedro Acosta          | Red Bull GasGas Tech3             | KTM          | 23    | +7 s 501           | 7     | 11     |
| 6                                                                       | 21  | Franco Morbidelli     | Prima Pramac Racing               | Ducati       | 23    | +9 s 890           | 6     | 10     |
| 7                                                                       | 49  | Fabio Di Giannantonio | Pertamina Enduro VR46 Racing Team | Ducati       | 23    | +10 s 076          | 14    | 9      |
| 8                                                                       | 12  | Maverick Viñales      | Aprilia Racing                    | Aprilia      | 23    | +11 s 683          | 2     | 8      |
| 9                                                                       | 73  | Álex Márquez          | Gresini Racing MotoGP             | Ducati       | 23    | +13 s 535          | 8     | 7      |
| 10                                                                      | 33  | Brad Binder           | Red Bull KTM Factory Racing       | KTM          | 23    | +15 s 901          | 13    | 6      |
| 11                                                                      | 41  | Aleix Espargaró       | Aprilia Racing                    | Aprilia      | 23    | +19 s 182          | 9     | 5      |
| 12                                                                      | 25  | Raúl Fernández        | Trackhouse Racing                 | Aprilia      | 23    | +20 s 307          | 12    | 4      |
| 13                                                                      | 72  | Marco Bezzecchi       | Pertamina Enduro VR46 Racing Team | Ducati       | 23    | +20 s 346          | 16    | 3      |
| 14                                                                      | 88  | Miguel Oliveira       | Trackhouse Racing                 | Aprilia      | 23    | +23 s 292          | 11    | 2      |
| 15                                                                      | 42  | Álex Rins             | Monster Energy Yamaha MotoGP      | Yamaha       | 23    | +23 s 613          | 10    | 1      |
| 16                                                                      | 43  | Jack Miller           | Red Bull KTM Factory Racing       | KTM          | 23    | +28 s 417          | 19    |        |
| 17                                                                      | 44  | Pol Espargaró         | Red Bull KTM Factory Racing       | KTM          | 23    | +28 s 778          | 21    |        |
| 18                                                                      | 20  | Fabio Quartararo      | Monster Energy Yamaha MotoGP      | Yamaha       | 23    | +30 s 622          | 15    |        |
| 19                                                                      | 5   | Johann Zarco          | Castrol Honda LCR                 | Honda        | 23    | +31 s 457          | 18    |        |
| 20                                                                      | 10  | Luca Marini           | Repsol Honda Team                 | Honda        | 23    | +32 s 310          | 24    |        |
| 21                                                                      | 32  | Lorenzo Savadori      | Aprilia Racing                    | Aprilia      | 23    | +46 s 724          | 22    |        |
| Ab.                                                                     | 30  | Takaaki Nakagami      | Idemitsu Honda LCR                | Honda        | 9     | Chute              | 23    |        |
| Ab.                                                                     | 36  | Joan Mir              | Repsol Honda Team                 | Honda        | 6     | Chute              | 17    |        |
| Ab.                                                                     | 37  | Augusto Fernández     | Red Bull GasGas Tech3             | KTM          | 4     | Problème technique | 20    |        |
| Meilleur tour en course: Francesco Bagnaia (Ducati) – 1:45.770 (tour 5) |     |                       |                                   |              |       |                    |       |        |
| Rapport officiel                                                        |     |                       |                                   |              |       |                    |       |        |